# Liste der Bürgermeister von Arget
Die Liste der Bürgermeister von Arget gibt einen Überblick über die Bürgermeister der ehemaligen Gemeinde Arget, die bis zu ihrer Auflösung am 1. Mai 1978 auf dem jetzigen Gebiet der oberbayerischen Gemeinde Sauerlach im Landkreis München lag.

## Erste Bürgermeister
| Bild                                                    | Bürgermeister        | Partei | Partei | Amtszeit  | Anmerkungen                                                                                       | Weitere Kandidaten | Weitere Bürgermeister                         |
| ------------------------------------------------------- | -------------------- | ------ | ------ | --------- | ------------------------------------------------------------------------------------------------- | ------------------ | --------------------------------------------- |
|                                                         | Josef Aigmann        |        |        | 1864–1870 |                                                                                                   |                    |                                               |
| Zeit des Deutschen Kaiserreichs 1871–1918               |                      |        |        |           |                                                                                                   |                    |                                               |
|                                                         | Josef Aigmann        |        |        | 1871–1873 |                                                                                                   |                    |                                               |
|                                                         | Franz Fischhaber     |        |        | 1874–1876 |                                                                                                   |                    |                                               |
|                                                         | Balthasar Fischhaber |        |        | 1876–1897 | Wagnerbauer aus Arget                                                                             |                    |                                               |
|                                                         | Georg Aigmann        |        |        | 1897–1918 | Reichertbauer aus Arget. Georg Aigmann wurde 1951 zum Ehrenbürger von Arget ernannt.              |                    |                                               |
| Zeit der Weimarer Republik 1918–1933                    |                      |        |        |           |                                                                                                   |                    |                                               |
|                                                         | Balthasar Braun      |        |        | 1919–1924 | Schmiedemeister aus Arget                                                                         |                    |                                               |
|                                                         | Josef Huber          |        |        | 1925–1929 | Ökonomierat, Urspringerbauer von Arget. Josef Huber wurde 1952 zum Ehrenbürger von Arget ernannt. |                    |                                               |
|                                                         | Josef Huber          |        |        | 1930–1933 |                                                                                                   |                    |                                               |
| Zeit des Dritten Reichs 1933–1945                       |                      |        |        |           |                                                                                                   |                    |                                               |
|                                                         | Balthasar Braun      |        | NSDAP  | 1933–1940 |                                                                                                   |                    |                                               |
|                                                         | Peter Wiedenbauer    |        | NSDAP  | 1940–1945 | Gastwirt aus Arget                                                                                |                    |                                               |
| Nachkriegszeit und Bundesrepublik Deutschland (ab 1949) |                      |        |        |           |                                                                                                   |                    |                                               |
|                                                         | Josef Huber          |        | CSU    | 1945–1948 | Gebertbauer aus Lochhofen                                                                         |                    |                                               |
|                                                         | Josef Huber          |        | CSU    | 1948–1952 |                                                                                                   |                    |                                               |
|                                                         | Josef Huber          |        | CSU    | 1952–1956 |                                                                                                   |                    |                                               |
|                                                         | Josef Huber          |        | CSU    | 1956–1960 |                                                                                                   |                    |                                               |
|                                                         | Josef Huber          |        | CSU    | 1960–1966 | Josef Huber wurde 1971 zum Ehrenbürger von Arget ernannt.                                         |                    |                                               |
|                                                         | Josef Kalhofer       |        | CSU    | 1966–1972 | Anderlbauer aus Grafing                                                                           |                    | Zweiter Bürgermeister: Oskar Zimmermann (CSU) |
|                                                         | Josef Kalhofer       |        | CSU    | 1972–1978 | Ab 1978 bis zu seinem Tod im Jahr 1987 Erster Bürgermeister der Gemeinde Sauerlach.               |                    | Zweiter Bürgermeister: Oskar Zimmermann (CSU) |